# Oulujoki
Pour l’article homonyme, voir Rivière Oulu.
Oulujoki (auparavant commune rurale d'Oulu finnois : Oulun maalaiskunta) est une ancienne municipalité de Finlande. 

## Histoire
Fondée en 1904 à partir d'Oulu, une église y est construite par Victor Joachim Sucksdorff et inaugurée en 1908.
Le conseil de la municipalité rurale d'Oulu a décidé de changer le nom en Oulujoki en 1910.
Au 1er janvier 1964, la superficie de la commune d'Oulujoki était de 606,1 km2 et au 31 décembre 1964 elle comptait 4 881 habitants.
Les communes voisines d'Oulujoki étaient Kempele, Kiiminki, Muhos, Oulu, Tyrnävä, Utajärvi et Ylikiiminki. 
La croissance de la ville d'Oulu et de ses banlieues va entraîner le rattachement de la majeure partie de la commune à la capitale provinciale en 1965.
Le reste de la commune, peu peuplé, est partagé entre les municipalités de Haukipudas, Kempele, Kiiminki, Oulunsalo, Tyrnävä, Utajärvi et Ylikiiminki.